# San Pedro Garza García
San Pedro Garza García là một đô thị thuộc bang Nuevo León, México. Năm 2005, dân số của đô thị này là 122009 người.